# Prévenchères
Prévenchères (okcitán nyelven Prevenchièiras) község Franciaország déli részén, Lozère megyében. 2011-ben 254 lakosa volt.

## Fekvése
Prévenchères a Chassezac folyó völgyében fekszik, 860 méteres (a községterület 337-1294 méteres) tengerszint feletti magasságban, Villefort-tól 14 km-re északra. A kanton legnagyobb területű községe. Területének 34,6%-át (21,7 km²) erdő borítja.
Nyugatról Chasseradès, északnyugatról La Bastide-Puylaurent, északról Saint-Laurent-les-Bains, keletről Laval-d’Aurelle és Montselgues, délkeletről Pied-de-Borne, délnyugatról pedig Villefort, Pourcharesses és Altier községekkel határos. Északkeleti határát (ez egyben Lozère és Ardèche megyék határa is) a Borne folyó alkotja (híd Nicoulaud-nál), délkeleti határának egy részét pedig az Altier.
A D906-os megyei út köti össze Villefort-ral, valamint La Bastide-Puylaurent-nal (10 km). Megállóhely a Cévenneki-vasútvonalon (Clermont-Ferrand – Nîmes). A vasútvonal a község területén számos alagúton halad keresztül. A községet érinti a GR72-es hosszú távú túraútvonal, mely az egykori Regordane-út vonalát követi.
A községhez tartoznak La Fare, Le Rieu, Le Crouzet, La Garde-Guérin, La Viale, La Roure, Le Ranc, Fustugères, Chalbos, La Molette, Le Mont, L’Hermet, Le Rachat, Albespeyres és Alzons települések.

## Története
Prévenchères a történelmi Gévaudan tartomány és az Uzèsi egyházmegye határán feküdt, a Nîmes felé vezető Regordane-zarándokút (Szent Gilles útja) mentén. A 12. században a mende-i püspökök az út védelmére erődített ellenőrző állomást létesítettek La Garde-ban (a 14. századtól La Garde-Guérin). Az út védői külön lovagrendet alkottak (les pariers - egyenlők rendje). Prévenchères egyházközségét 1119-ben említi először II. Kallixtusz pápa bullája, mint a Saint-Gilles apátság birtokát.
1568-ban a vallásháborúk során a hugenották felgyújtották Prévenchères templomát és kolostorát, egyúttal lemészároltak 11 szerzetest. 1721-ben az utolsó nyugat-európai pestisjárvány pusztította a környéket, de Prévenchères lakossága megmenekült, ennek emlékére tartják az augusztus 16-ai búcsút.
1964-ben Rachas-nál felépült a Chassezac folyón egy duzzasztógát és vízierőmű (Kép). 1990-ben ezt követte a Puylaurent-vízierőmű felépítése (Prévenchères és La Bastide-Puylaurent határán).

### Demográfia
| Év   | Lakosság |
| ---- | -------- |
| 1793 | 990      |
| 1851 | 1019     |
| 1876 | 933      |
| 1901 | 889      |
| 1936 | 662      |

| Év   | Lakosság |
| ---- | -------- |
| 1946 | 551      |
| 1954 | 465      |
| 1962 | 490      |
| 1968 | 306      |

| Év   | Lakosság |
| ---- | -------- |
| 1975 | 234      |
| 1982 | 204      |
| 1990 | 192      |
| 1999 | 215      |
| 2010 | 260      |

## Nevezetességei

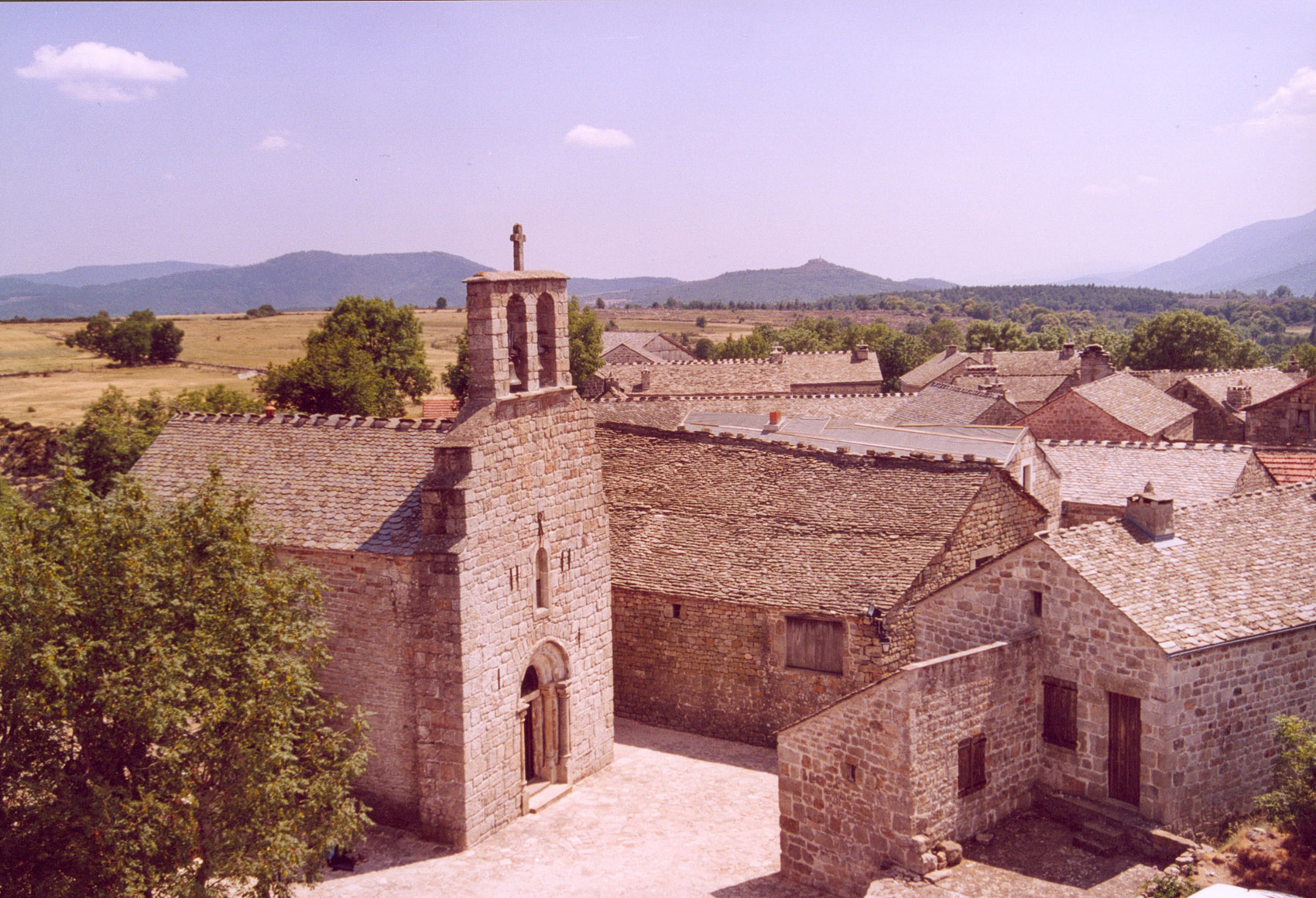
A Szent Mihály-templom (La Garde-Guérin)

- La Garde-Guérin - a Chassezac szurdokvölgye fölé emelkedő középkori települést (mely a forradalomig a Regordane-utat őrző fontos megállóhely volt) 1965–1990 között restaurálták és ma a megye egyik legfontosabb idegenforgalmi nevezetessége. Legfőbb építészeti emléke a 21,5 méter magas, 12. században épült donjon (1722-ben leégett). A kis településen számos 16. századi épület, valamint egy 13. századi kőkút is fennmaradt.
- La Garde Guérin Szent Mihálynak szentelt román stílusú templomában látható a névadó szent 15. századi aranyozott faszobra.
- Prévenchères temploma (Szent Péter és Pál-templom) a 11–12. században épült román stílusban (Kép a templomról[halott link]).
- A Sully-hársfát a hagyomány szerint a 17. század elején ültették, XIII. Lajos francia király születésének megünneplésére.
- A községháza épülete a 17. században épült, az 1568-ban elpusztított kolostor helyén.[3]
- Alzons település Gyertyaszentelő Boldogasszonynak szentelt temploma 1847-ben épült.[4]
- A község területén számos 17-19. századi tanya- és farmépület maradt fenn (Le Rachas - 17. század, La Molette - 1750, Chalbos - 1789).
- Chassezac-szurdokvölgy
- Roure várának romjai (12-16. század)[5]

## Képtár

### La Garde-Guérin

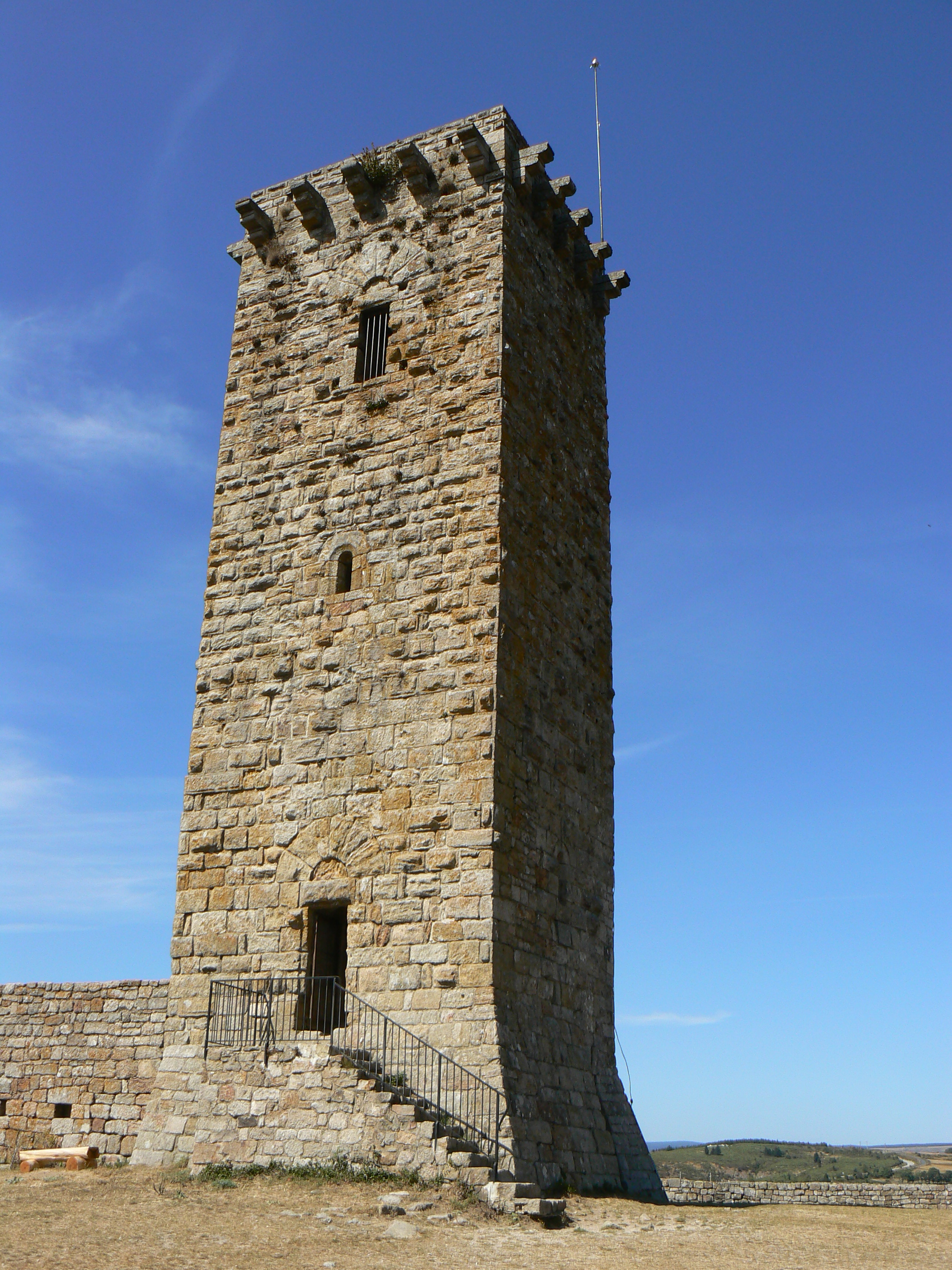
La Garde-Guérin tornya
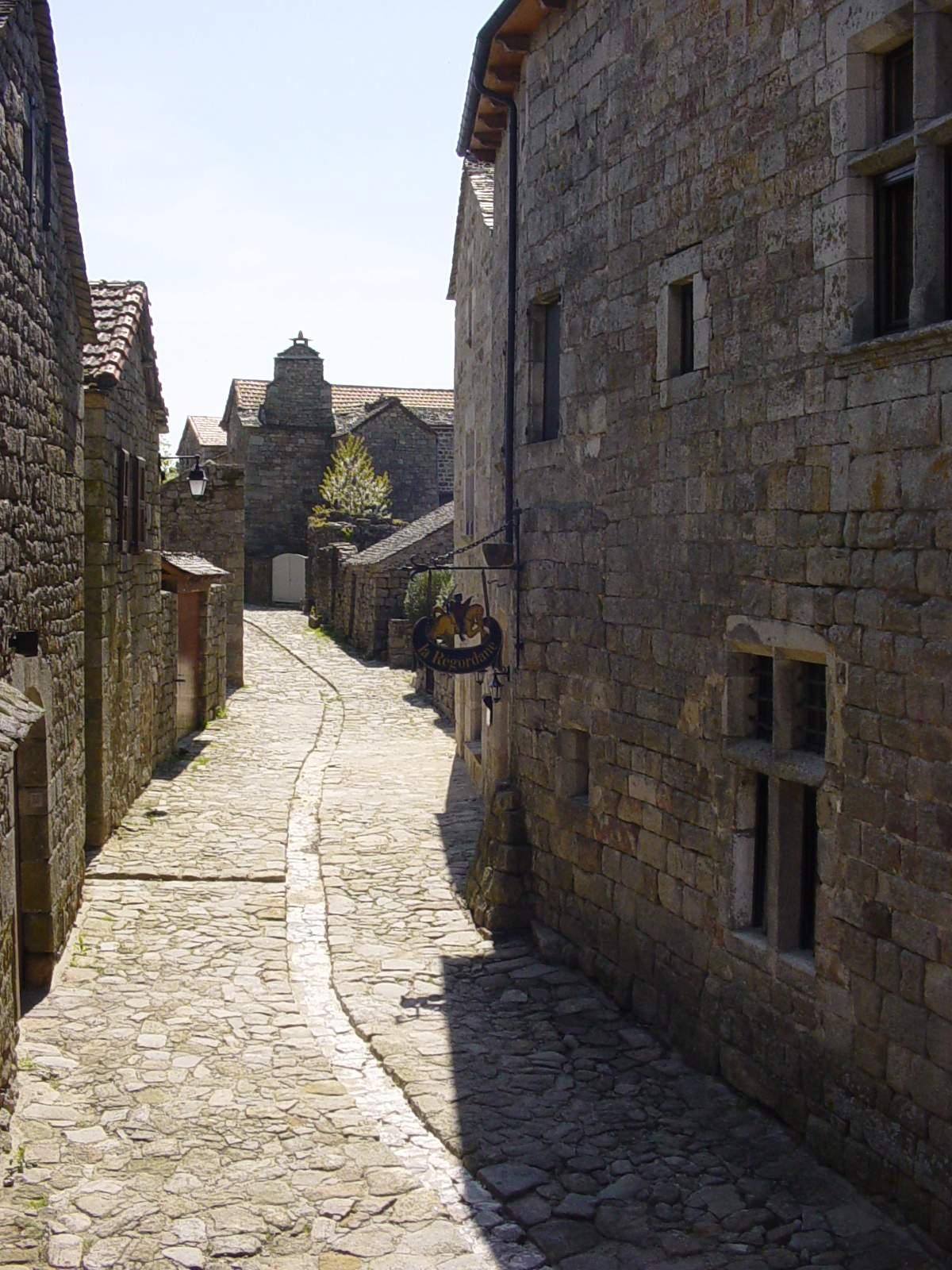
Utcakép
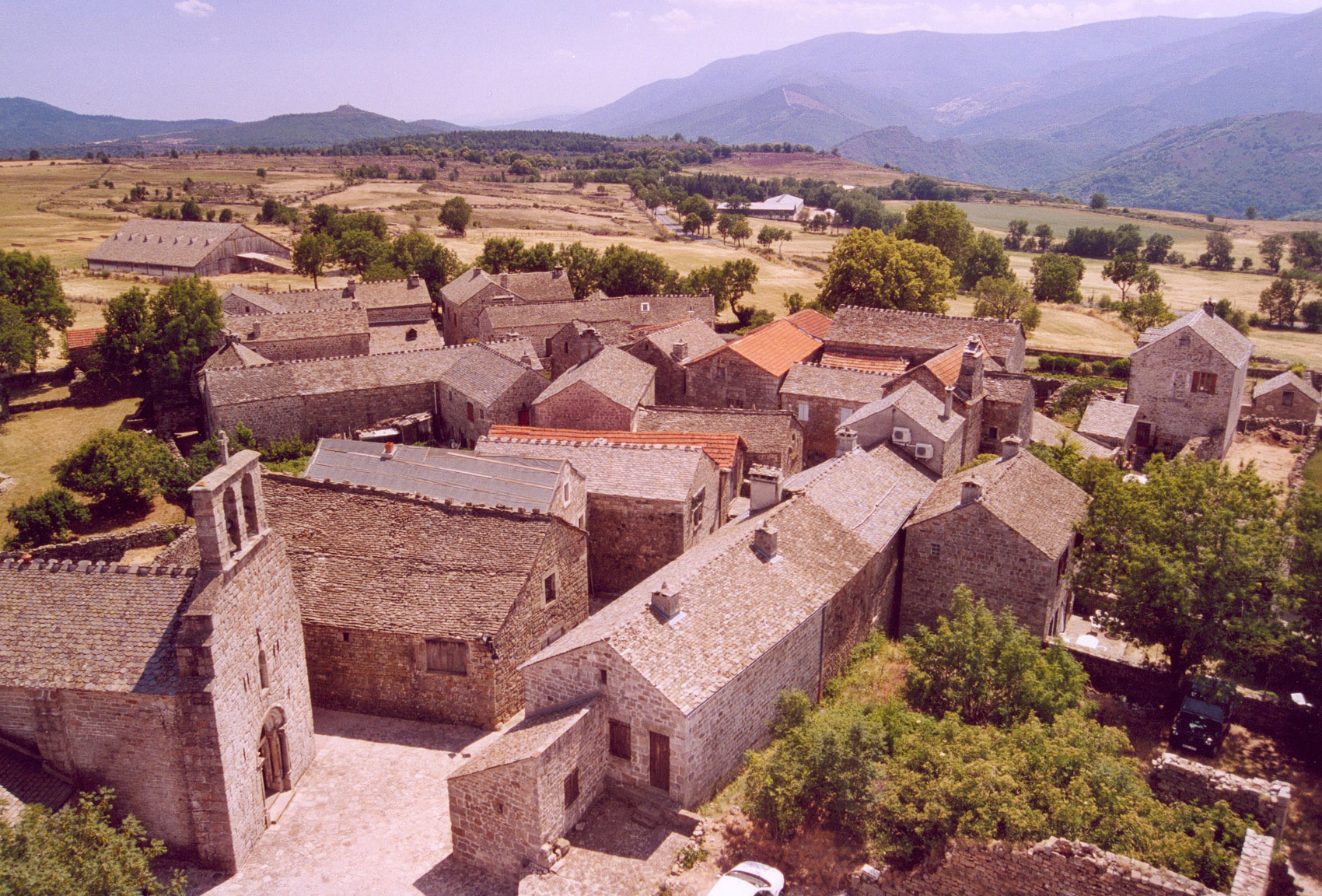
La Garde-Guérin látképe a toronyból
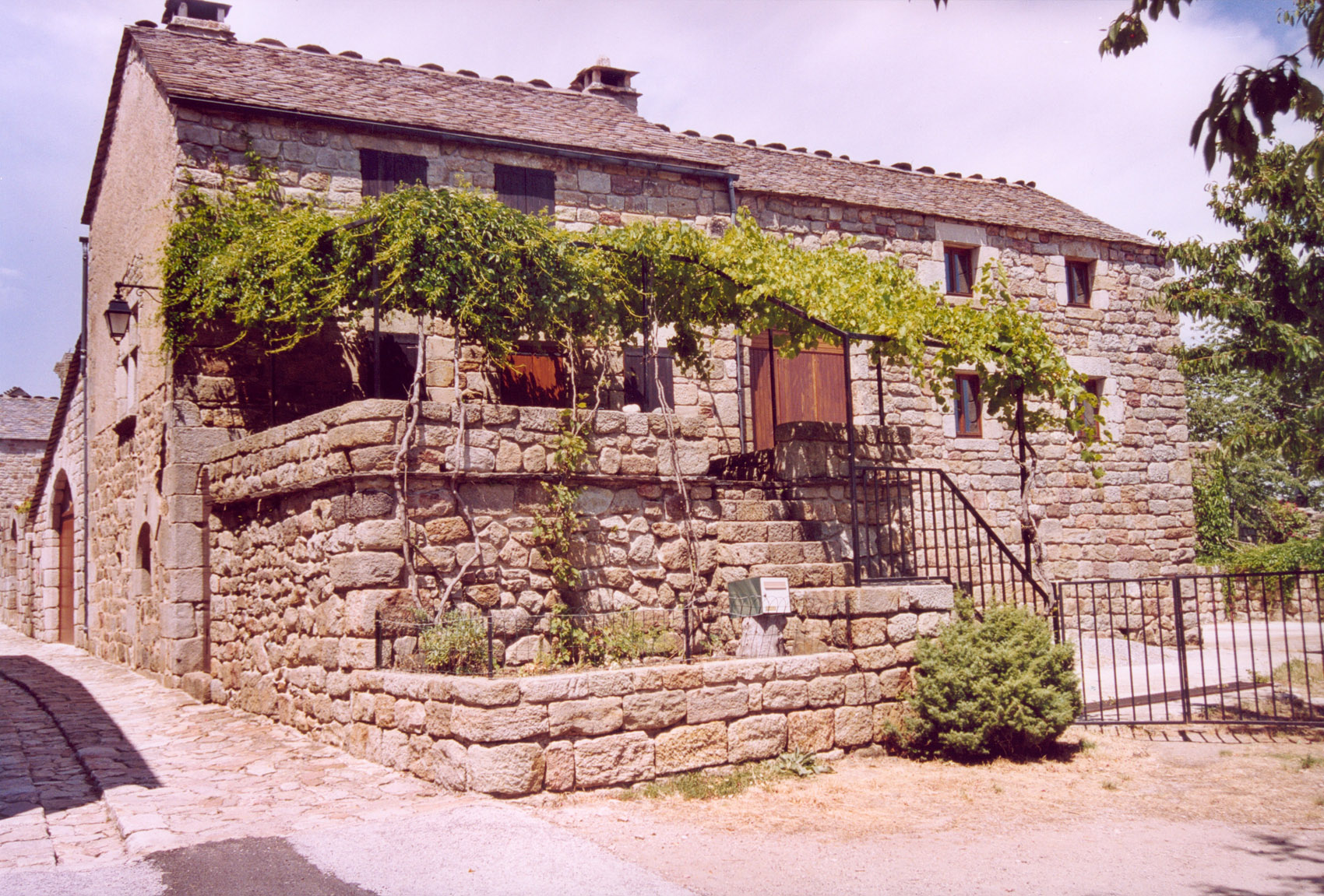
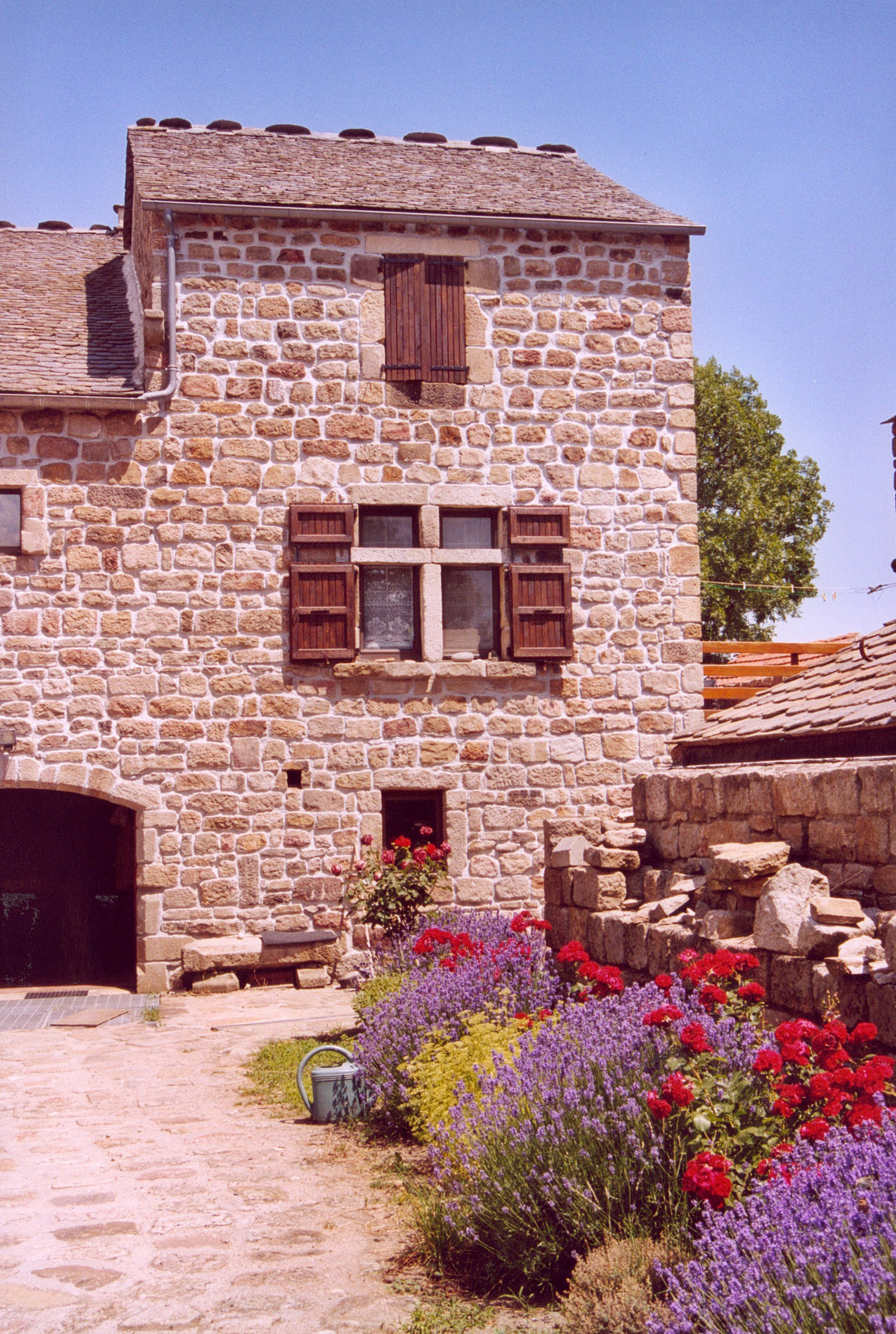
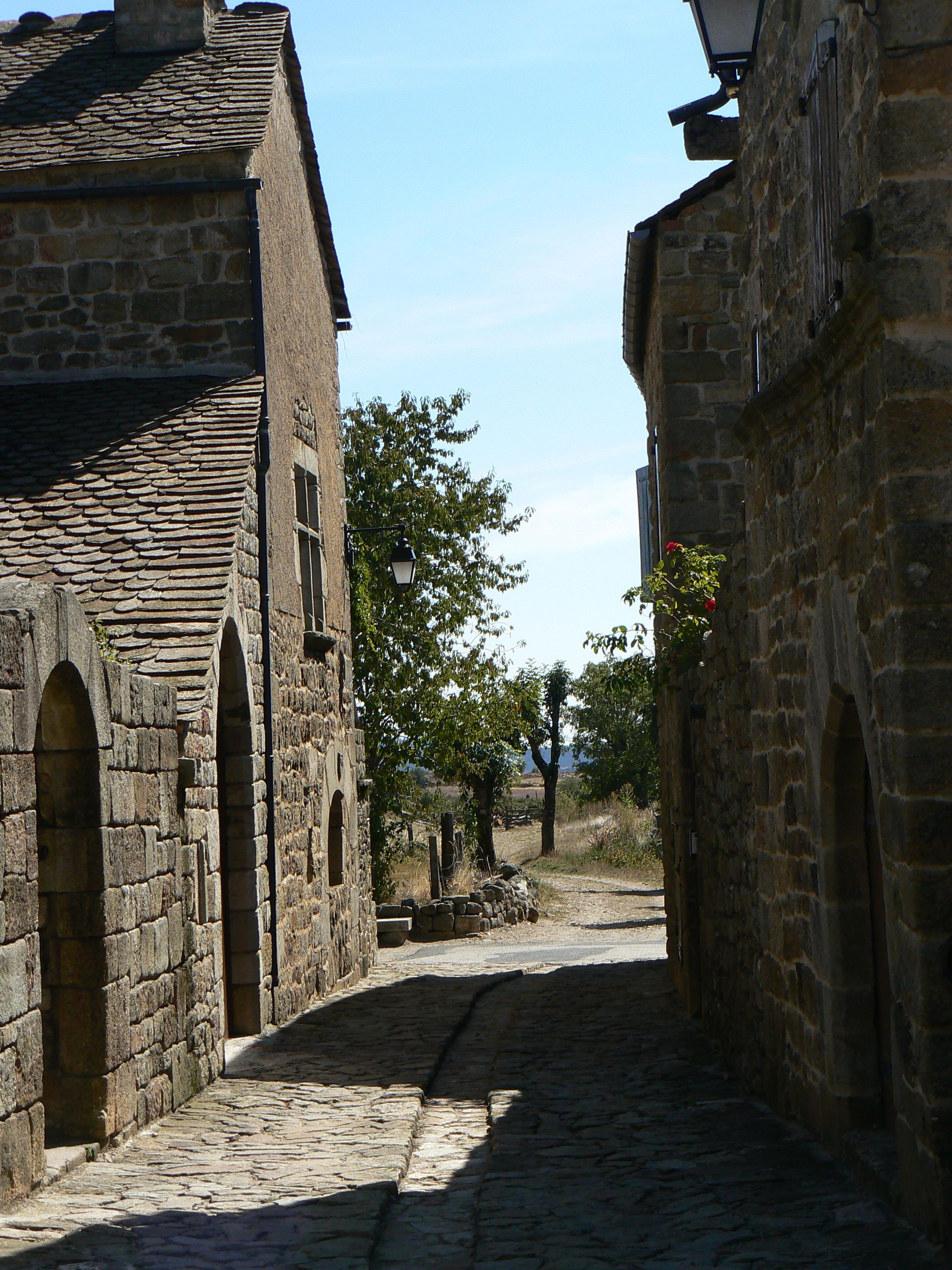
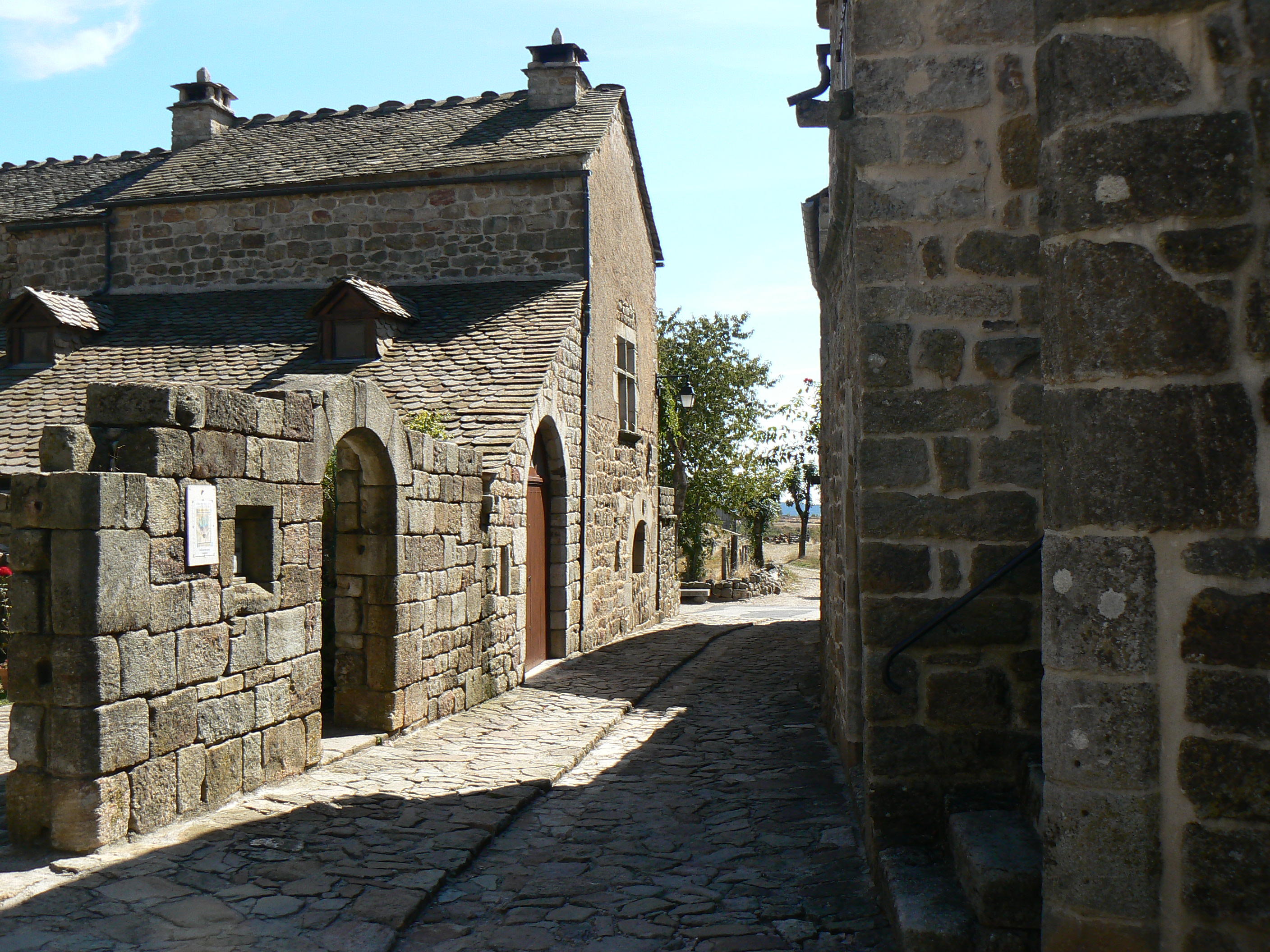

## Kapcsolódó szócikk
- Lozère megye községei